# Aconitum
Pour les articles homonymes, voir Aconit.
La fleur de cette plante très toxique ne doit pas être confondue avec celle de la Digitale
Genre
Classification APG III (2009)
Aconitum, les Aconits en français, du grec ancien ἀκόνιτον, est un genre de plantes herbacées de la famille des Ranunculaceae. Ce sont, pour un certain nombre, des espèces montagnardes. Leurs fleurs semblent coiffées d'un casque. Elles contiennent des alcaloïdes toxiques, dont l'aconitine, poison mortel pour les humains et pour de nombreux animaux.

## Nom
L'aconit est parfois surnommé Casque-de-Minerve, de par la forme de ses fleurs, ou Tue-loup, en raison de sa toxicité.

## Histoire
Aconit est la francisation du latin aconitum issu du grec akòniton, qui désigne dans l'Antiquité une plante vénéneuse, dont Théophraste a écrit au livre IX de son Histoire des plantes qu'elle croît de la région des environs de Héraclée du Pont, et plus précisément d'une bourgade du nom d’Acones, d'où l'étymologie populaire qui donne à la plante l'appellation de cette bourgade.

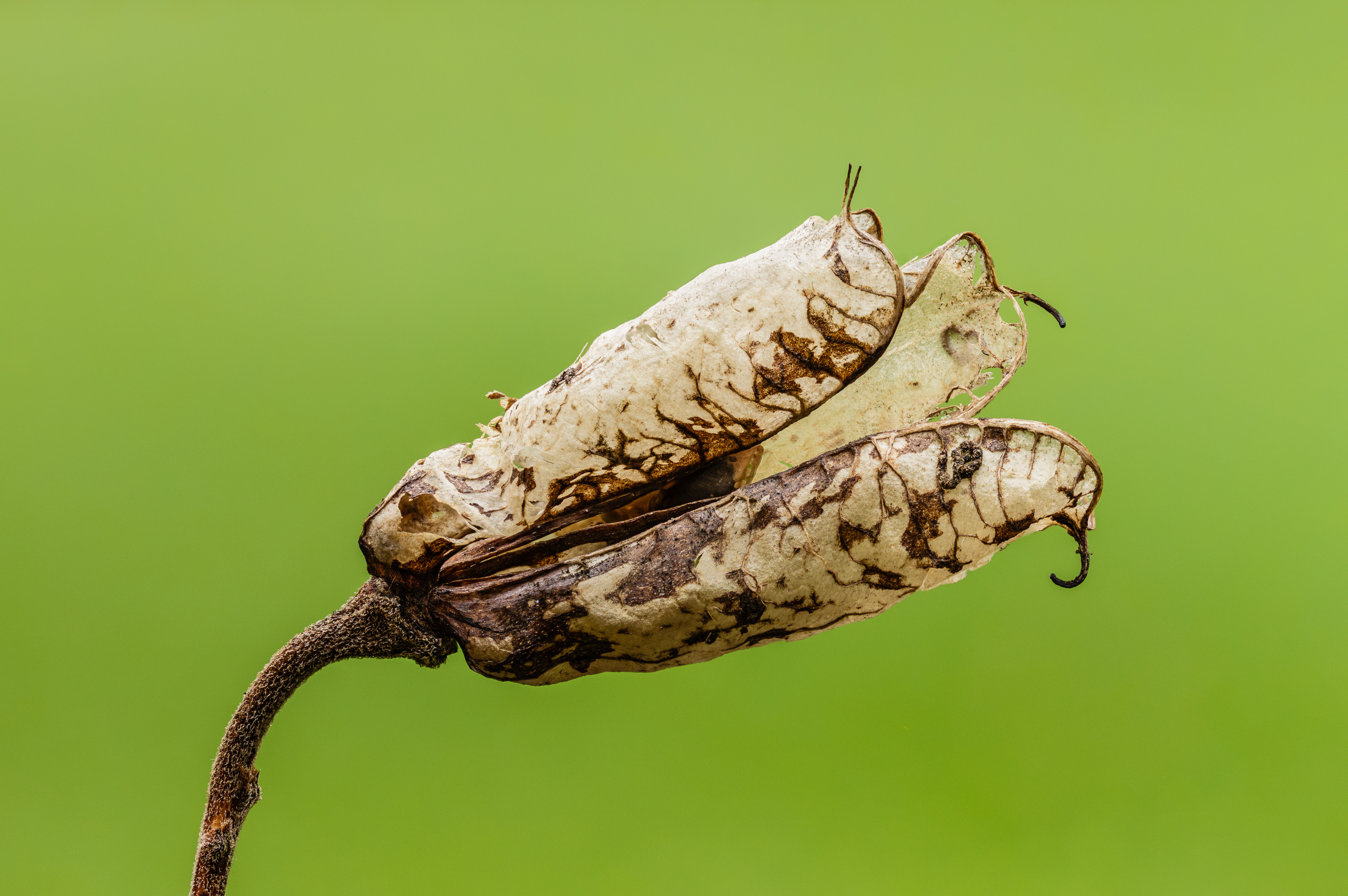
Empty seed pod.

## Caractéristiques du genre

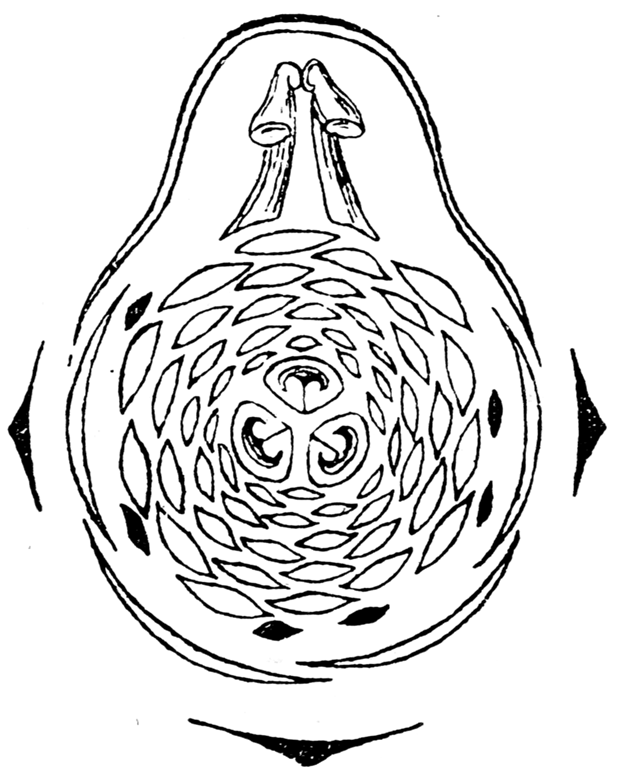
Diagramme floral dAconitum napellus.

Les aconits sont des espèces de plantes vivaces herbacées à souche tubéreuse qui mesurent 60 à 120 centimètres, et dont les feuilles d'un vert sombre sont palmées avec des divisions lobées. Les fleurs forment des grappes érigées. Le périanthe est composé d'un calice et d'une corolle fortement modifiée. Le calice est formé de cinq pièces pétaloïdes, le sépale postérieur, plus développé et en forme de casque, recouvre les deux sépales latéraux qui, eux-mêmes recouvrent les sépales antérieurs. La corolle est représentée par huit pétales : six d'entre eux sont petits ou en voie de disparition, deux en arrière de la fleur ont la forme de deux cornets nectarifères (destinés à attirer les insectes pollinisateurs abeilles, bourdons) longuement pédicellés, inclus dans le casque. Nombreuses étamines. Le fruit est formé de cinq follicules. Il existe une centaine d'espèces réparties dans les régions tempérées de l'hémisphère nord, pratiquement toutes toxiques, plusieurs mortelles. La racine est faite d'un vieux tubercule charnu, qui disparaîtra à la fin de la végétation, mais qui sera remplacé par deux ou trois tubercules plus jeunes, assurant la floraison de l'année suivante. Cette racine tubérisée, renflée en forme de navet (napus en latin, d'où l'épithète « napel » qui en est un diminutif) est à l'origine du nom d'Aconitum napellus.
Aconitum napellus est l'espèce de plante la plus toxique d'Europe : selon les spécialistes, il suffirait d'ingérer entre un et trois grammes de sa racine pour provoquer une réaction mortelle dans l'heure qui suit. Cette plante est appelée la « reine des poisons ».

## Espèces inféodées

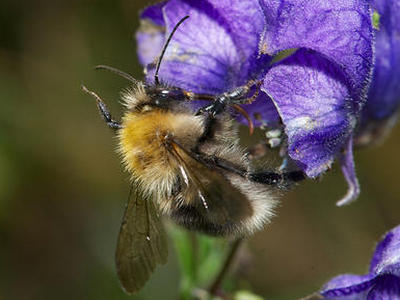
Bourdon des aconits butinant une fleur d'Aconit napel.

Le Bourdon des aconits (Bombus gerstaeckeri) et le Bourdon cousin (Bombus consobrinus) sont deux espèces européennes de Bourdons au régime alimentaire quasi exclusif au genre Aconitum. Plus précisément, la première est inféodée à l'Aconit tue-loup alors que le butinage de la deuxième est nettement porté sur l'Aconit septentrional. Grâce à leur très longue langue et à leur faculté de résistance aux alcaloïdes, ces espèces sont particulièrement adaptées aux fleurs d'Aconits, même si d'autres bourdons butinent et pollinisent également ces plantes.

## Liste d'espèces

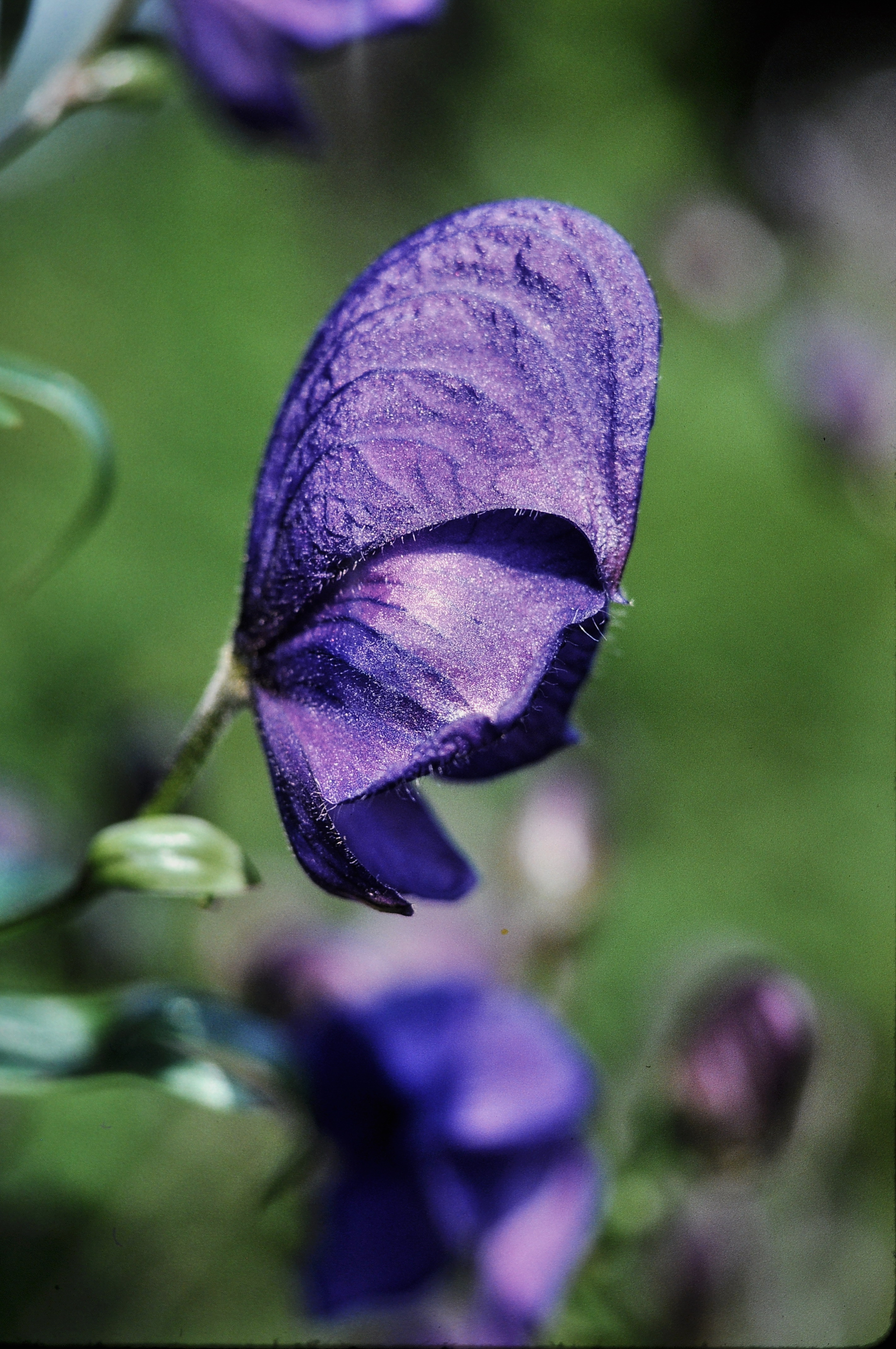
Aconitum napellus

## Toxicité et symptômes
Les principes toxiques de cette plante (ainsi que de tous les autres Aconits, car il en existe au moins une trentaine d'espèces) sont des alcaloïdes, la napelonine, et l'aconitine. Pour un adulte, la dose létale d'aconitine purifiée est de trois à six milligrammes. L'effet de ce poison est une paralysie respiratoire. Tout commence par des coliques et des vomissements, puis des difficultés respiratoires, un affolement du rythme cardiaque, et parfois la mort.
Les feuilles d'Aconitum napellus contiennent de 0,2 à 1,2 % d'aconitine, les racines de 0,3 à 2 %.

## L'aconit dans la culture

### Langage des fleurs
Dans le langage des fleurs, l'aconit symbolise la fausse sécurité, comme un appel à se méfier de sa belle fleur.

### Mythologie
Dans la mythologie grecque, Hécate, déesse de la magie, aurait inventé le poison aconit, poison qu'Athéna utilisa pour transformer Arachné, une mortelle, en araignée.